# Sân bóng đá

Kích thước tiêu chuẩn của một sân bóng

Sân bóng đá là một loại hình sân thi đấu của bộ môn bóng đá. Sân thi đấu hình chữ nhật có chiều dài sân lớn hơn chiều ngang, bề mặt của sân có thể là mặt sân cỏ tự nhiên hoặc mặt sân cỏ nhân tạo. Kích thước và vị trí các đường giới hạn của sân bóng đá được quy định bởi Luật I: Sân Thi Đấu trong luật bóng đá.
Bắt đầu từ năm 2008, để tiêu chuẩn hóa kích thước của sân bóng dành cho các trận đấu quốc tế, IFAB đã quyết định đặt kích thước cố định là: chiều dài 105m và chiều rộng 68m (thay vì chiều dài tối thiểu và tối đa từ 100m đến 110m và chiều rộng tối thiểu và tối đa từ 64m đến 75m như trước).

## Cấu tạo của một sân bóng

### Các đường giới hạn
- Hai đường giới hạn dài hơn theo chiều dọc sân gọi là đường biên dọc.
- Hai đường giới hạn ngắn hơn theo chiều ngang sân gọi là đường biên ngang.
- Các đường giới hạn đều không rộng hơn 12 cm.
- Đường thẳng kẻ suốt theo chiều ngang và chia sân thành 2 phần bằng nhau, gọi là đường giữa sân.
- Ở chính giữa đường giữa sân có một điểm rõ ràng là tâm của sân. Lấy điểm đó làm tâm kẻ đường tròn bán kính 9m15, đó là đường tròn giữa sân.[3]

### Khu cầu môn

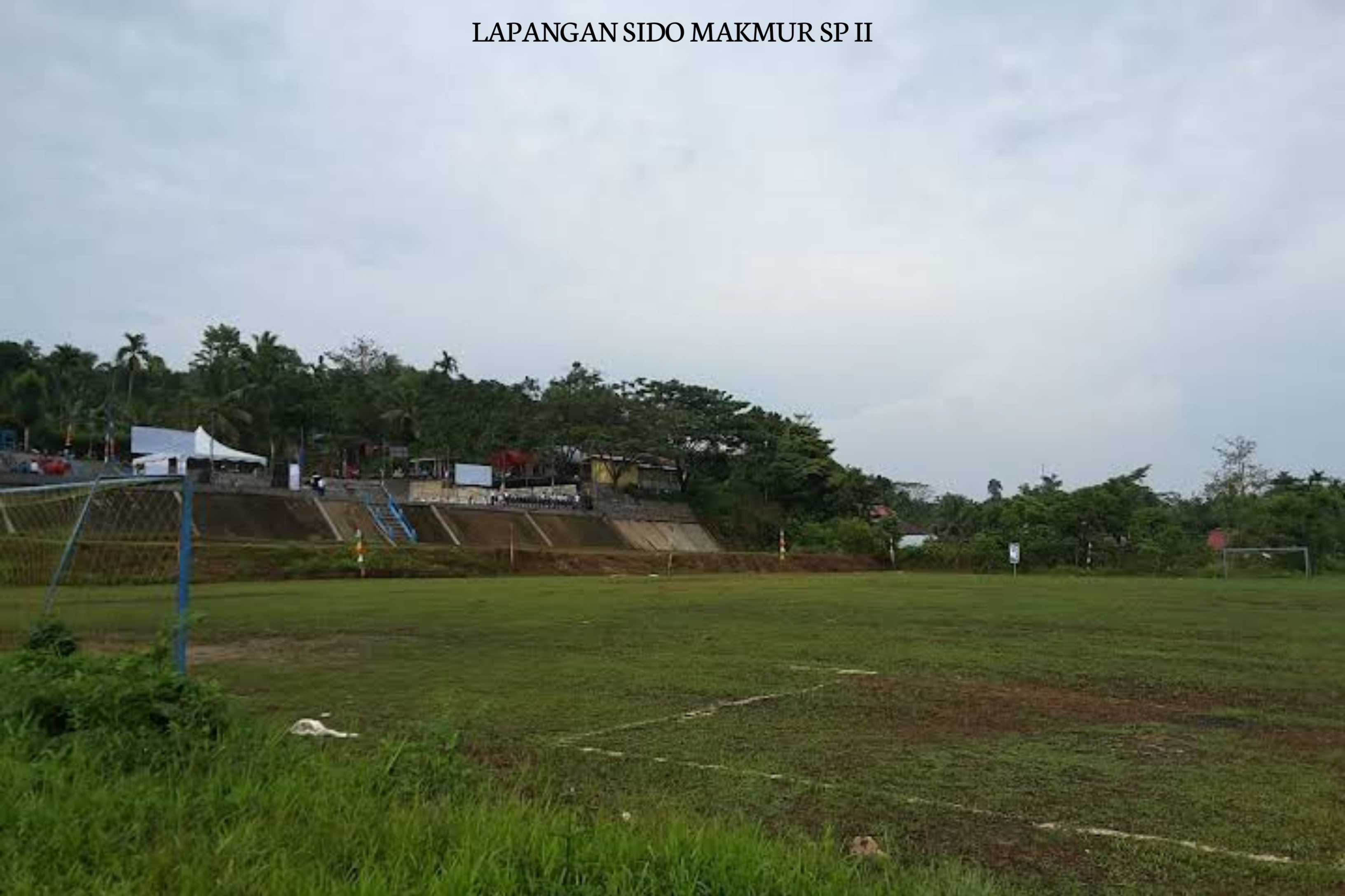
Một sân bóng đá tại Indonesia.

Từ điểm cách cột dọc 5m50 trên đường biên ngang của mỗi phần sân, kẻ vào phía trong 2 đoạn thẳng song song, vuông góc với biên ngang và có độ dài 5m50, kẻ đường nối liền hai đầu đoạn thẳng đó. Phần diện tích được giới hạn bởi những đoạn thẳng và đường biên ngang gọi là khu cầu môn.
Khung thành thế giới có chiều ngang 7.32m cao 2.44.
Tuy nhiên áp dụng trong bóng đá Việt Nam thì bề ngang hẹp hơn 7.12m cao 2.4m.

### Khu phạt đền
Từ điểm cách cột dọc 16m50 trên đường biên ngang của mỗi phần sân, kẻ vào phía trong 2 đoạn thẳng song song vuông góc với biên ngang và có độ dài 16m50, kẻ đường nối liền 2 đoạn thẳng đó. Phần diện tích được giới hạn bởi những đoạn thẳng đó và đường biên ngang gọi là khu phạt đền.

Trong mỗi khu phạt đền có một điểm với đường kính 22 cm được đánh dấu rõ ràng, cách điểm giữa đường biên ngang 11m, đó là điểm phạt đền. Lấy điểm phạt đền làm tâm kẻ một cung tròn ở ngoài khu phạt đền có bán kính 9m15, để xác định vị trí đứng của những cầu thủ khi thực hiện quả phạt 11m.
Khu phạt đền còn thường được gọi là "vùng cấm địa" hoặc "vòng 16m50".

### Cột cờ góc
Ở mỗi góc sân được cắm cột cờ góc không nhọn đầu và cao tối thiểu 1m50. Phía ngoài đường giữa sân cách 2 đường biên dọc tối thiểu 1m có thể đặt 2 cột cờ.

### Cung phạt góc
Lấy tâm là điểm cắm các cột cờ góc, kẻ vào trong sân 1/4 cung tròn bán kính 1m. Đây là vị trí đặt bóng để đá quả phạt góc.

### Khung thành
Ở chính giữa mỗi đường biên ngang được đặt một khung thành (cầu môn). Cầu môn được cấu tạo bởi 2 cột dọc vuông góc với đường biên ngang và cách đều 2 cột cờ góc, có khoảng cách 7m32, (tính từ mép trong của cột) được nối liền với nhau bằng một xà ngang song song và cách mặt sân 2m44 (tính từ mép dưới xà ngang).

Cột dọc và xà ngang phải có cùng kích thước và không rộng quá 12 cm. Lưới thường phải được mắc vào cột dọc, xà ngang và gắn xuống mặt sân phía sau cầu môn một cách chắc chắn. Lưới phải có thiết bị căng một cách thích hợp để không gây cản trở hoạt động của thủ môn cũng như không để bóng có thể bật trở lại sân, khi bóng đã hoàn toàn vượt qua đường cầu môn. Chất liệu lưới cầu môn thường phải bằng sợi vải, sợi đay hoặc sợi ny lon. Các cột dọc, xà ngang của cầu môn thường được sơn màu trắng.

### Sự an toàn
Cầu môn phải được gắn một cách chắc chắn xuống mặt sân. Những cầu môn lắp ráp cũng có thể được sử dụng nếu đảm bảo đủ những yêu cầu của Luật.

## Những quyết định của hội đồng luật quốc tế

### Quyết định 1
Trong thi đấu khi xà ngang bị lệch hoặc gãy thì trận đấu phải ngừng lại. Nếu không thể thay thế hoặc sửa chữa một cách an toàn được thì trận đấu phải huỷ bỏ. Cấm việc dùng sợi dây để thay thế xà ngang. Trường hợp có thể sửa chữa, thay thế được thì trận đấu sẽ được tiếp tục trở lại bằng quả "thả bóng chạm đất" tại nơi có bóng khi ngưng cuộc.

### Quyết định 2
Cột dọc, xà ngang phải được làm bằng gỗ, kim loại hay chất liệu khác được hội đồng luật cho phép. Tiết diện của nó có thể là hình vuông, hình chữ nhật, hình tròn hay hình bầu dục và không gây nguy hiểm cho cầu thủ.

### Quyết định 3
Không có bất cứ hình thức quảng cáo thương mại nào trong sân và trên các trang thiết bị thi đấu (gồm: lưới, cột dọc và xà ngang) từ thời điểm đổi bóng vào sân và rời sân sau khi kết thúc hiệp I và quay trở lại sân cho đến khi kết thúc trận đấu. Đặc biệt không được dùng bất kỳ chất liệu quảng cáo nào trưng bày trên cầu môn, lưới, cờ và cột cờ góc. Các trang thiết bị thi đấu không được gắn các phương tiện thông tin (camera, microphone).

### Quyết định 4
Không được có bất kỳ một hình thức quảng cáo nào ở mặt đất trong khu vực kỹ thuật hoặc trong khu vực được giới hạn bởi đường biên dọc với đường song song và cách biên dọc 1m của khu vực kỹ thuật. Ngoài ra không được có quảng cáo ở khu vực giữa đường cầu môn với lưới cầu môn.

### Quyết định 5
Các biểu tượng của FIFA; Liên đoàn bóng đá khu vực, quốc gia hoặc câu lạc bộ đều không được phép xuất hiện trên sân thi đấu trong suốt thời gian diễn ra trận đấu như quyết định 3.

### Quyết định 6
Phải kẻ một đoạn thẳng ở ngoài sân thi đấu, vuông góc với biên ngang cách cột cờ góc 9,5m. Đoạn thẳng này giúp trọng tài xác định vị trí đứng hợp lệ của cầu thủ đối phương khi thực hiện quả phạt góc.

## Mặt sân

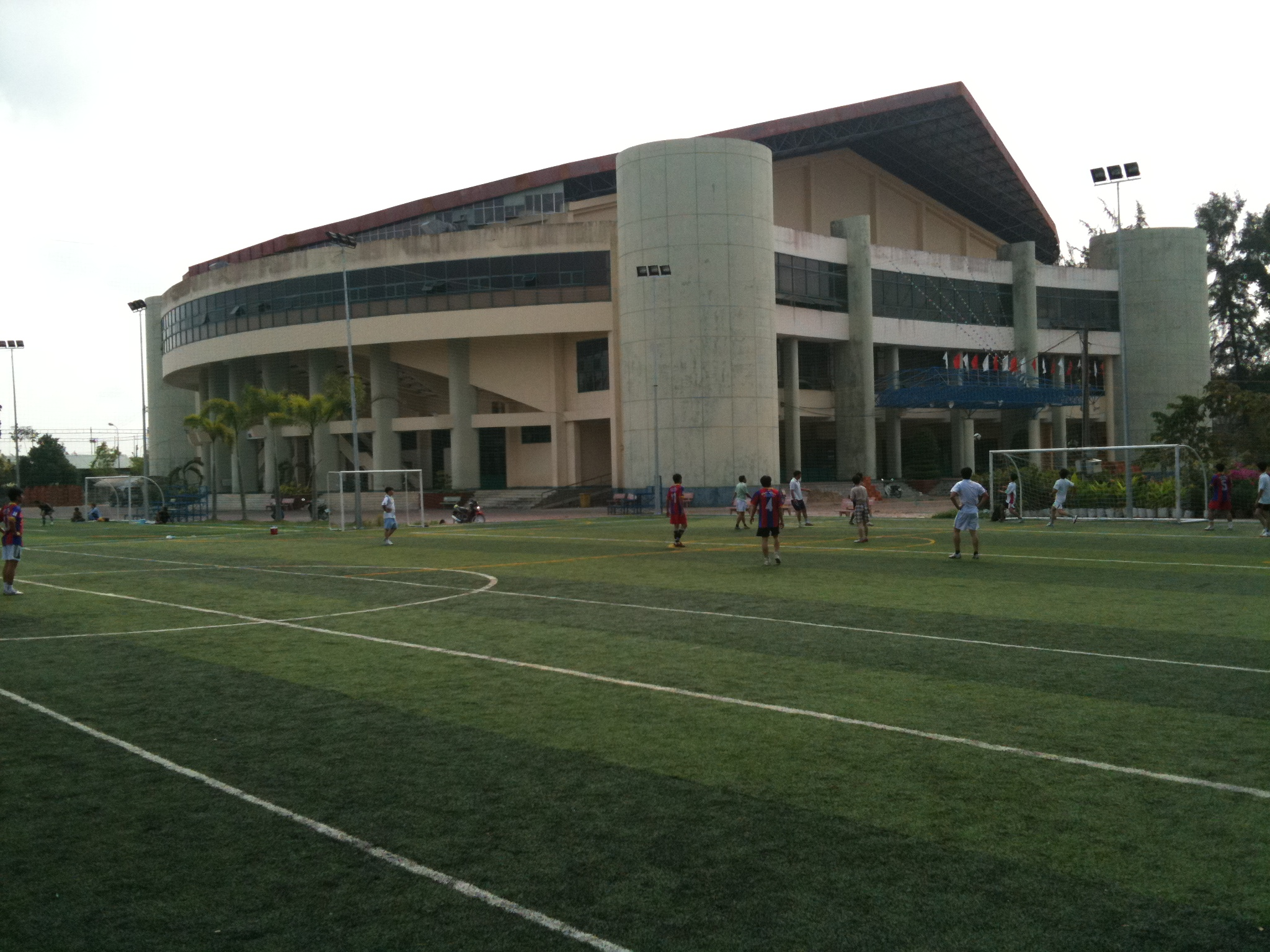
Một sân bóng đá cỏ nhân tạo tại Cần Thơ, Việt Nam.

Cỏ tự nhiên thường được sử dụng làm bề mặt sân bóng, mặc dù đôi khi cỏ nhân tạo có thể được sử dụng, đặc biệt là ở những nơi mà việc bảo dưỡng cỏ có thể khó khăn do thời tiết khắc nghiệt hay thiếu kinh phí. Điều này có thể bao gồm những khu vực rất ẩm ướt, khiến cỏ nhanh chóng bị hư hỏng; nơi rất khô, khiến cỏ chết; và nơi cỏ dại mọc nhiều. Sân cỏ nhân tạo cũng ngày càng phổ biến ở các nước Bắc Âu, do lượng tuyết rơi dày đặc trong những tháng mùa đông khiến chất lượng sân cỏ thông thường có thể không được đảm bảo. Áp lực lên sân cỏ do khí hậu lạnh và việc dọn tuyết sau đó đã khiến việc lắp đặt cỏ nhân tạo tại các sân vận động của nhiều câu lạc bộ hàng đầu ở Na Uy, Thụy Điển và Phần Lan trở nên cần thiết. Các mặt cỏ nhân tạo mới thường sử dụng các hạt cao su, trái ngược với việc lấp cát vào mặt cỏ trước đây. Một số giải đấu bóng đá đã cấm mặt sân nhân tạo do lo ngại về chấn thương khi chơi trên bề mặt tương đối cứng và yêu cầu sân vận động của các đội phải được trải cỏ tự nhiên, còn những sân bắt buộc phải dùng cỏ nhân tạo thì cỏ phải có màu xanh lá cây như cỏ tự nhiên và cũng đáp ứng các yêu cầu được chỉ định trong luật bóng đá.
Bóng đá cũng có thể được chơi trên sân đất, sân cát (bóng đá bãi biển), sân bề mặt gỗ hoặc thảm (chủ yếu futsal),.... Trên thế giới, sân đất hoặc sân bê tông chỉ được sử dụng cho các trận đấu bóng đá đường phố, giao lưu giải trí,....
Vào mùa đông, sân có thể được sử dụng cho môn bandy (tương tự như khúc côn cầu trên băng) bằng cách đổ đầy nước để đóng băng.